# Franponais

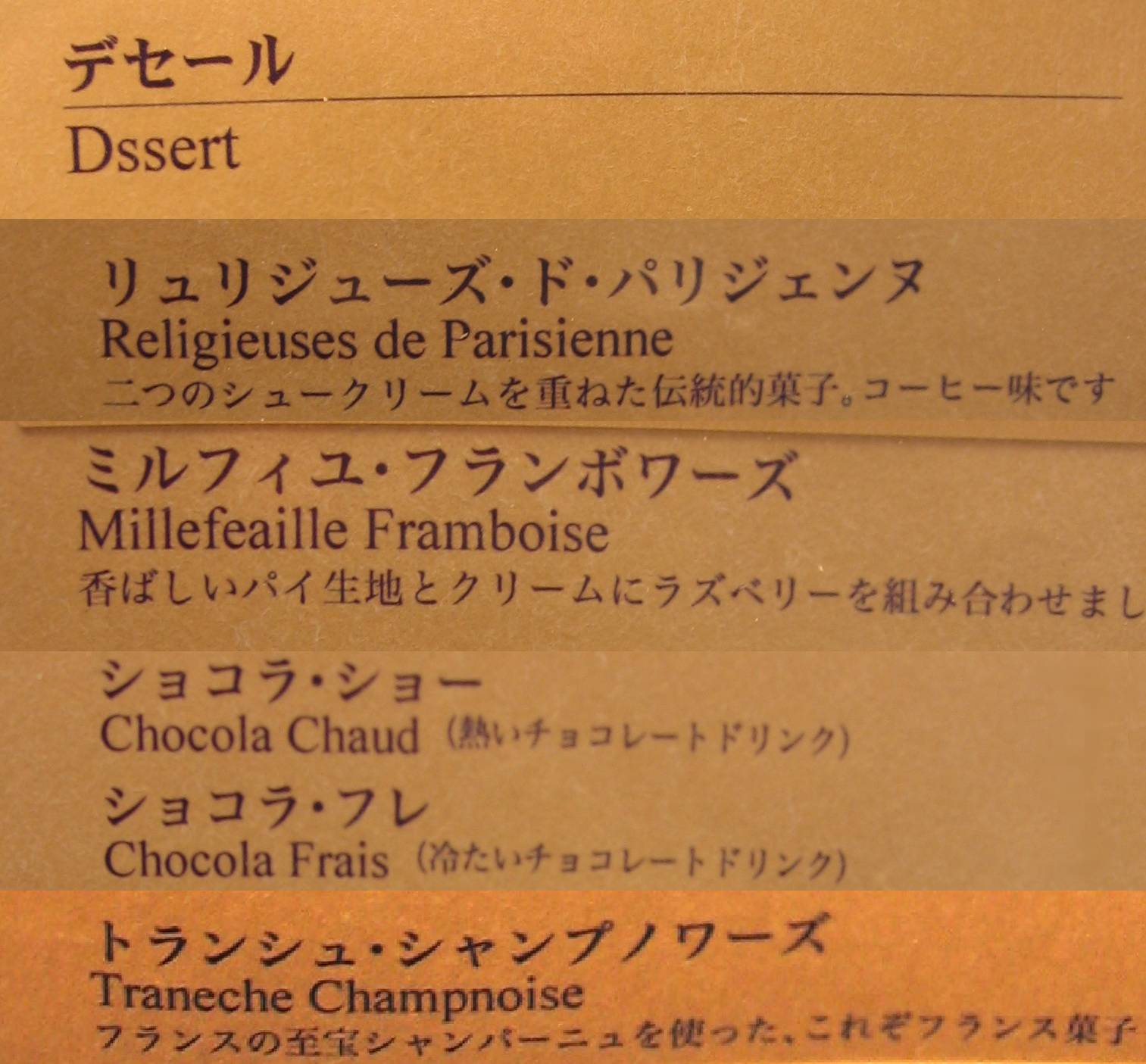
Un menu in franponais.

Per franponais (una parola macedonia composta dalle espressioni francesi français e japonais) si intende il linguaggio nato in Giappone dalla storpiatura di parole ed espressioni idiomatiche francesi. Tale linguaggio può essere definito anche dai termini flançais, o flanponais, che contengono un più evidente riferimento alla difficoltà di differenziazione della pronuncia delle lettere L e R nel giapponese.
In Giappone, analogamente a quanto avviene nel mondo anglosassone, è considerato un segno distintivo l'utilizzo di espressioni francesi negli ambiti collegati alla Francia, in particolare nei settori della moda e della cucina. Il francese appare di frequente su insegne, marchi, menu e, in generale, in quei contesti dove il franponais può contribuire a dare la percezione di un superiore livello qualitativo di un prodotto. La parola giapponese per definire la lingua francese è フランス語 (furansugo). 
A causa della rarità di giapponesi in grado di parlare fluentemente il francese, errori facilmente riconoscibili agli occhi di madrelingua francesi sono spesso ignorati nel franponais. Gli errori commessi sono di pronuncia o di grammatica, e spesso la traduzione dal giapponese avviene in maniera letterale, parola per parola, senza tenere conto delle diverse strutture sintattiche. Ciononostante, coloro che fanno uso del franponais in ambito commerciale hanno poco interesse a correggere questi errori, visto che tali espressioni si rivolgono a una platea composta da giapponesi e non da francofoni.